# Casa Ferrario
Casa Ferrario è un palazzo storico di Milano situato in via Spadari ai civici 3 e 5.

## Storia
Il palazzo venne eretto a partire dal 1902 secondo il progetto dell'architetto Ernesto Pirovano.

## Descrizione
L'edificio, che si sviluppa su quattro livelli più un piano attico, sorge in via Spadari a fianco della Casa Vanoni e di fronte alla Casa dell'Unione Cooperativa.
È uno dei maggiori esempi di liberty milanese nonché uno dei primi palazzi costruiti in tale stile: la struttura e la decorazione in pietra è relativamente semplice, infatti la parte decorativa più vistosa è data dalle balconate in ferro battuto di Alessandro Mazzucotelli. I motivi della decorazione in ferro battuto, con foglie, fiori e volute sono riprese dallo stile dell'architetto liberty belga Victor Horta. Particolarmente preziosi i motivi con delicate farfalle create con una sottile lamina di ferro incurvata e quindi fissata al corpo ma ormai gravemente danneggiati dall'incuria e dal tempo. I motivi decorativi sono ripresi in pietra nel corpo laterale del palazzo.

## Galleria d'immagini

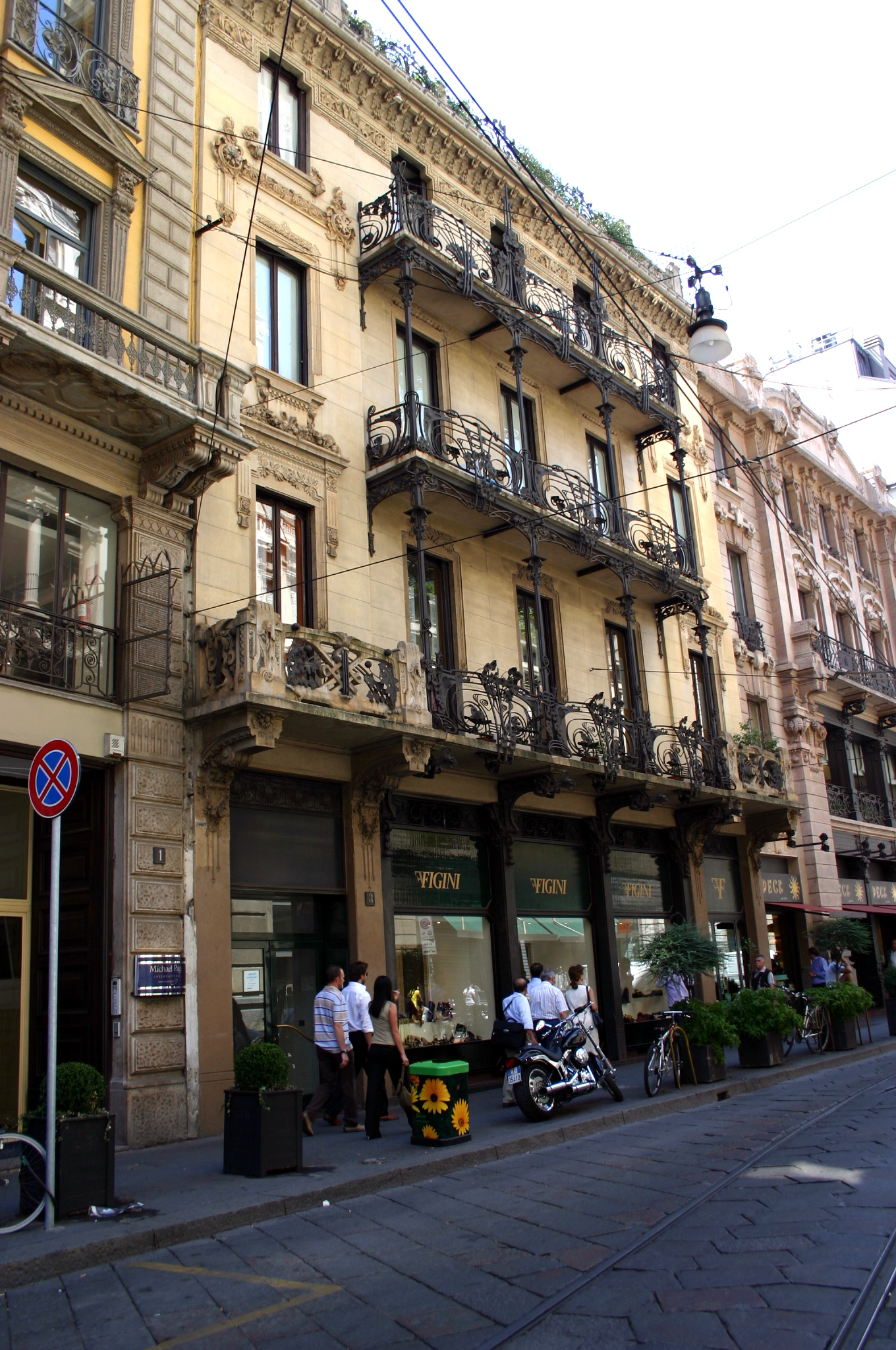
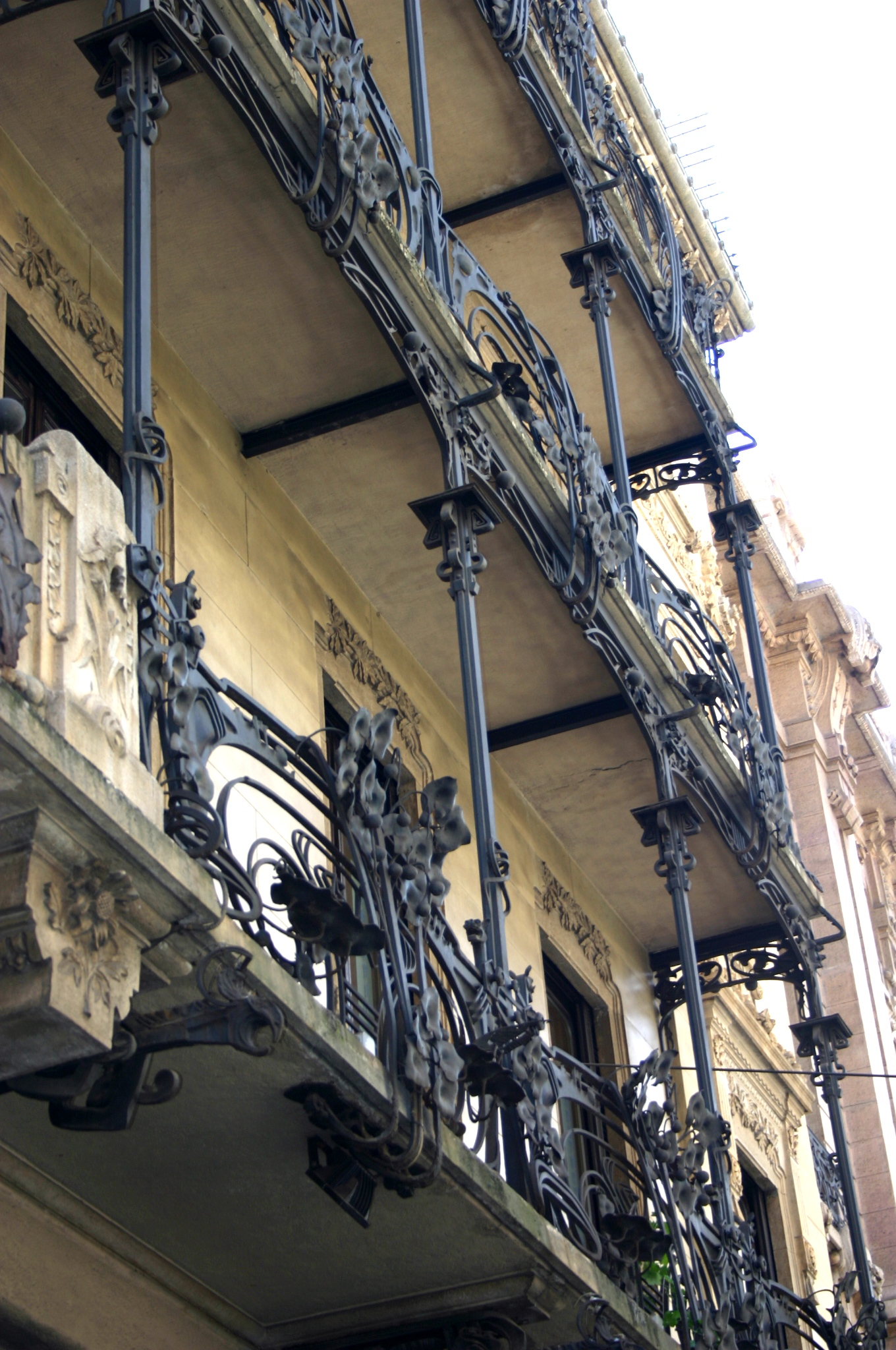
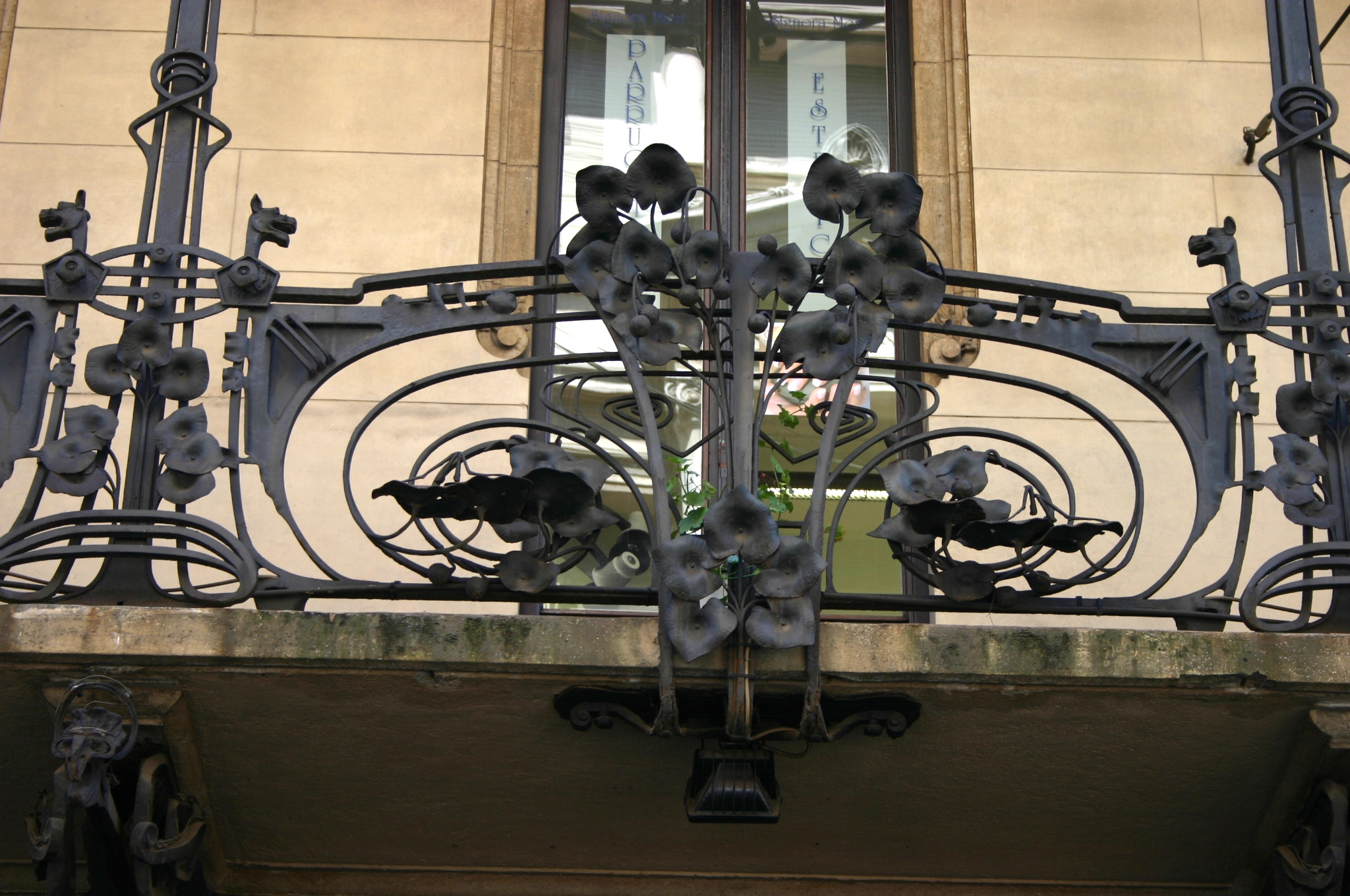